# Farní sbor Českobratrské církve evangelické v Horních Dubenkách
Farní sbor Českobratrské církve evangelické v Horních Dubenkách je sborem Českobratrské církve evangelické v Horních Dubenkách. Sbor spadá pod Horácký seniorát.
Farářem sboru je Hynek Tkadleček (od 1. 9. 2016) a kurátorem Pavel Šimek (od 11. 10. 2009).

## Historie sboru
Na pomezí Čech a Moravy byla již před Tolerančním patentem ohniska nekatolických (protestantských) hnutí. Částečnou svobodu vyznání přinesl zdejším nekatolíkům Toleranční patent vydaný 13. října 1781. Telčská katolická šlechta hned nedovolila hornodubeneckým evangelíkům, aby vytvořili vlastní evangelický sbor a bylo jim doporučeno, aby lidé chodili na bohoslužby do sboru ve Velké Lhotě u Dačic. Hornodubenečtí evangelíci se s tímto nouzovým stavem na dlouho nespokojili a opět začali prosit vrchnost o povolení zřízení vlastního sboru.
Po velkém úsilí bylo konečně výnosem z 14. 11. 1783 povoleno zřízení vlastního evangelického sboru augšpurského vyznání. Sbor povolal faráře maďarského původu Ondřeje Lazányiho za svého prvního kazatele, který byl instalován 8. ledna 1784.
Již v roce 1782 bylo povoleno zřízení evangelického hřbitova. V roce 1838 povolena evangelická škola, která byla v provozu do roku 1919. Školní budova z roku 1902 byla prodána na začátku třicátých let 20. století obci (dnes v budově pobočka České pošty a tělocvična ZŠ). Dále sbor během období faráře Pavla F. Lanštjáka založil několik spolků, např. Spolek pro zbudování pomníku padlým vojínům voje husitského (dodnes památník bitvy z roku 1423 u rybníka Boru v katastru obce); Evangelickou matici, Spořitelní a záloženský spolek (od roku 1898, dle Raiffeisenovy soustavy; v 2. pol. 20. století zázemí sborové záložny převzala Státní spořitelna) a další.
V prvních sto čtyřiceti šesti letech trvání sboru se v Horních Dubenkách vystřídali pouze 3 faráři. Budiž to chápáno tak, že farářům se v Dubenkách líbilo, měli úctyhodné postavení a bylo o ně taky slušně postaráno po stránce hmotného zabezpečení.
K umenšení aktivit sboru došlo od druhé půle šedesátých let 20. století. V devadesátých letech pak došlo k výraznému obnovení života sboru, z jehož plodů žije sbor dodnes.
V současnosti se bohoslužebného života účastní průměrně 40 lidí, návštěvnost bohoslužeb osciluje mezi 20 v zimních měsících až ke 100 v letních měsících při nejrůznějších akcích, jako je např. letní kulturní festival Parrésia (od roku 1995) nebo táborové dětské bohoslužby, které jsou zakončením dětského stanového tábora pořádaného členy sboru v posledních dvou desetiletích.
Počet obcí: 35. Původně součástí sboru oblast kazatelské stanice Zahrádky (do 1946), Jindřichův Hradec (do 1921) a Třešť (do 1913). Kazatelská stanice Horní Ves do 2015. Počet členů: 1918 - 1645, 1930 - 724, 1965 - 740, 1998 - 367, 2015 - 184.

## Faráři sboru
- Ondřej Lazányi (1783–1835)
- Petr Novák (1836–1883)
- Pavel Ferdinand Lanštják (1884–1929)
- Jan Strnad (1929–1932)
- Vilém Řehák (1933–1949)
- Pavel Janeczek (1950–1965)
- Jaromír Jašek (1965–1973)
- Pavel Kašpar (1973–1981)
- Petr Brodský (1981–1984)
- Daniela Brodská (1982–1987)
- Štěpán Hájek (1987–1999)
- Tomáš Vítek (2003–2015)
- Hynek Tkadleček (2016– )

## Kurátoři sboru
- Jan Hejda z Horní Vsi (zvolen 1885 a 1888)
- Josef Drápal z Horních Dubenek (zvolen 1892 a 1895)
- Martin Chadim z Horních Dubenek (zvolen 1899, 1902, 1906 a 1909)
- Josef Bělohrad z Klátovce (zvolen 1914 a 1922)
- Josef Kolman ze Zahrádek (zvolen 1928)
- Bedřich Chadim z Horních Dubenek (zvolen 1934 a 1940)
- Antonín Talpa z Horních Dubenek (zvolen 1950)
- Vladimír Maňhal z Jihlávky (zvolen 1957)
- Jaroslav Kudrna z Bejkovce (zvolen 1960)
- Josef Mach z Jihlávky (zvolen 1966, 1972 a 1976)
- Marie Palánová z Jihlávky (zvolena 1981)
- Milada Krejčová z Počátek (zvolena 1983 a 1989)
- Blažena Cimlerová z Horní Cerekve (zvolena 1995 a 2001)
- Petr Vobr z Počátek (zvolen 2007)
- Pavel Šimek z Batelova (zvolen 2009 a 2013)